# Cmentarz żydowski w Węgorzewie
Cmentarz żydowski w Węgorzewie – kirkut mieści się przy ul. Szkolnej. Został założony w XIX wieku na terenie uroczyska Amtskrug, w miejscu znanego od XVIII wieku cmentarzyska ciałopalnego kultury bogaczewskiej, utożsamianej z pruskim plemieniem Galindów z okresu wpływów rzymskich. Wspomniany kirkut przetrwał okres panowania nazizmu i wbrew obiegowym opiniom nie został zniszczony przez Niemców. Cmentarz zarósł i został zrównany w 1972 lub 1973 roku podczas budowy pobliskich domów wielorodzinnych, obecnie na jego miejscu stoi budynek mieszkalny. Do dzisiejszych czasów zachowała się jedna macewa. Wykonana jest z lastriko i należy do Sary Arschinowitz (1881–1917) z inskrypcją: "spoczywająca w Bogu moja nieodżałowana żona i nasza kochana matka”.